# Reial Federació Belga d'Escacs
La Reial Federació Belga d'Escacs, en francès: Fédération royale belge des échecs (F.R.B.E.), en neerlandès: Koninklijke Belgische Schakbond (K.B.S.B), és una associació sense ànim de lucre fundada el 1920, que té com a objectiu promocionar els escacs a Bèlgica.
La FRBE està integrada per tres altres federacions: 
- La Vlaamse Schaak Federatie (V.S.F.), que representa la zona flamencòfona,
- La Fédération échiquéenne francophone de Belgique (F.E.F.B.), que representa la zona francòfona,
- La Schachverband des Deutschsprachigen Belgien (S.V.D.B.) que representa els jugadors germanòfons

La F.R.B.E. és responsable de l'organització dels campionats nacionals individuals i per equips d'àmbit belga, així com de fer les seleccions per les competicions internacionals. Està reconeguda per la FIDE i pel Comitè olímpic i interfederal belga.

## Història
El 18 de juliol de 1920, els cercles escaquístics de Brussel·les, Anvers, Gant et Lieja formaren la Federació Belga d'Escacs (F.B.E.). El seu primer president fou Jules de Lannoy.